# Aleuronaat
Aleuronaat is de handelsnaam van een eiwitrijk product dat afkomstig is uit de aleuronlaag van graankorrels.
Tijdens de fabricage van maïszetmeel (maïzena) wordt het onttrokken aan de maïskorrel. Als het afkomstig is van andere granen dan maïs bevat aleuronaat gluten. Volgens een patent uit 1880 van Johannes Hundhausen uit Hamm had het product tal van goede effecten op de gezondheid. 
Aleuronaat wordt door de diervoederindustrie gebruikt om verschillende voeders te veredelen en/of te verbeteren.
Het werd ook gebruikt om aleuronaatbrood (ook wel glutenbrood genoemd) te maken voor diabetici. In 1988 werd glutenbrood uit het broodbesluit geschrapt omdat het in de praktijk niet meer gemaakt werd.